# Лемнос
Лемнос або Лімнос (грец. Λήμνος) — острів вулканічного походження в Греції в Егейському морі, скаледний здебільшого сланцями та вулканічними туфами. Адміністративно належить до ному Лесбос.

## Театр в Гефестії
В Гефестії в період 2000—2004 років здійснювалась реставрація давнього театру, який вважався одним з головних в усій Елладі впродовж 5-4 століть до н. е. Певні архітектурні доповнення та перебудови датуються елліністичним та римським періодами.
11 серпня 2010 року на його сцені відбулась постановка трагедії Софокла «Цар Едіп» — перший спектакль за останні дві з половиною тисячі років. Режисером виступив Спірос Евангелатос. Сам театр вміщує до 200 глядачів, хоча на пагорбі можуть розміститись додатково тисяча осіб, вони можуть дивитись виставу на спеціально встановленому гігантському екрані.

## Основні міста
- Атсікі
- Міріна
- Мудрос
- Кастрон

Давні міста
- Поліохні

## Цікаво
Лемноська земля — жирна глина з острова Лемнос, що вміщує оксид заліза, який надає їй червоно-жовтого кольору. З давніх часів використовувалася у пов'язках для зупинки кровотечі. Про лемноську землю згадує у своїх працях Георгій Агрікола.
У 1920 році, після поразки Врангеля, 20 тисяч кубанців опинилися на острові Лемнос. Там козаків колишні союзники англійці та французи тримали як полонених в таборах.
Острів Лемнос використала компанія-розробник ігор Bohemia Interactive як основу для створення острова Альтіс, на якому відбуваються події гри Arma III. Двоє розробників були ув'язнені на декілька місяців на цьому острові, їх підозрювали в шпіонажі, скоріш за все на користь Туреччини. Задля їх визволення знадобилось втручання чеського МЗС. В результаті в грі острів був перейменований з Лемноса на Альтіс.

## Персоналії
- Алкамен із Лімноса — давньогрецький скульптор доби класики.
- Стеліос Роккос — грецький співак, композитор і автор текстів.

## Замок в Міріні

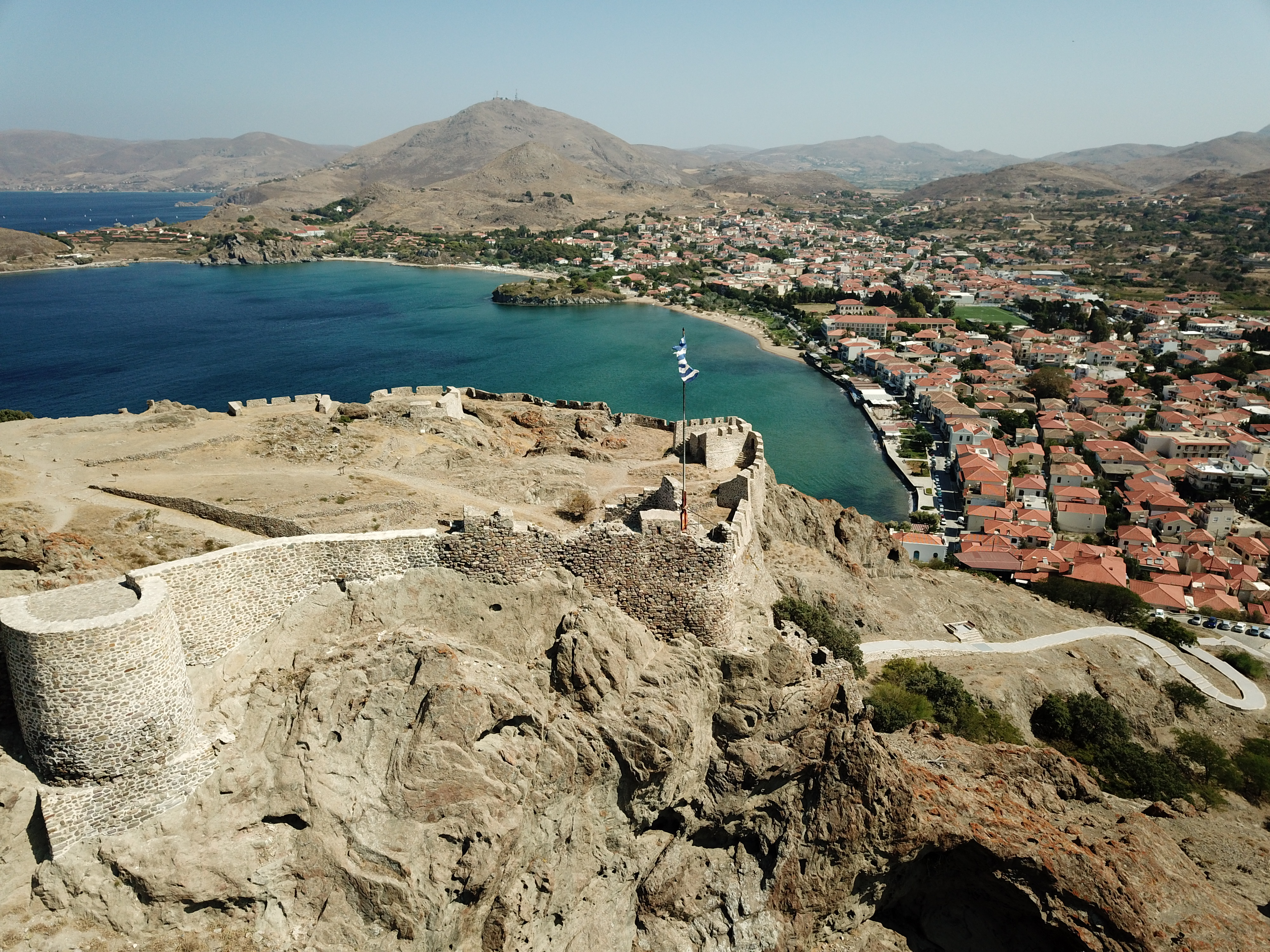
Замок в Міріні

В Міріні на півострові зберігся стародавній замок візантійського періоду - найбільший на Егейських островах (площа складає 144 000 кв. м), реконструйований в середньовіччі за наказом імператора Андроніка I Комніна у 1186 році. Замок побудований на місці стародавнього акрополя (датований XIII століттям до нашої ери) з використанням його будівельних матеріалів. У 1207-1214 роках замок був добудований венеційцями, які захопили острів.  Замок був під облогою військ графа Орлова у 1770 році під час російсько-турецької війни 1768–1774 рр., під час якої зазнав значних руйнувань, які були усунуті Джезаїрлі Ґазі Гасан-пашою у 1780 році, а замок був оснащений 150 гарматами. Висота мурів замку, укріплених 14 вежами, товщиною 1,5 м. складає 8 м
(Додатково: Замок в Міріні у Вікісховищі)